# Поцевичюс, Феликсас Никодемович
Феликсас Никодемович Поцевичюс — советский литовский хозяйственный деятель, Герой Социалистического Труда.

## Биография
Родился в 1921 году в Чекишке. Член КПСС с 1963 года.
В 1950—1966 — председатель колхоза имени Черняховского Каунасского/Вилькийского района Литовской ССР.
В 1966—1973 — председатель колхоза «Аушра» Кедайнского района Литовской ССР.
В 1973—1981 — директор опытного хозяйства профессионально-технического училища в Аукштю Каплю.
С 1981 — техник-инженер того же хозяйства.
Указом Президиума Верховного Совета СССР от 5 апреля 1958 года присвоено звание Героя Социалистического Труда с вручением ордена Ленина и золотой медали «Серп и Молот».
Умер после 1987 года.

## Награды и звания
- Герой Социалистического Труда (05.04.1958)
- Орден Ленина (05.04.1958)